# 互信技术公司
互信技术公司（Intertrust Technologies Corporation）是一家专注于可信计算的软件公司，其在数字信任、数据隐私、互联网安全和内容保护领域的技术包括Seacert、whiteCryption、ExpressPlay、Personagraph、Genecloud和Kabuto。
互信技术公司的DRM相关工作大部分基于开放式标准Marlin DRM，此标准由Intertrust公司和索尼、松下、飞利浦和三星等四家消费电子公司共同建立。
旗下whiteCryption及ExpressPlay被多家大陆地区科技公司所采用，用于DRM及代码保护。